# Hank Pfister
Hank Pfister (Bakersfield, 9 de octubre de 1953) es un exjugador de tenis estadounidense. En su carrera ha conquistado 13 torneos ATP y su mejor puesto en la clasificación de individuales fue Nº 19 en mayo de 1983 y en el de dobles fue Nº 12 en diciembre de 1982.

## Títulos (13; 2+11)

### Dobles (11)
| N.º | Fecha | Torneo               | Superficie    | Pareja           | Oponentes en la final          | Resultado          |
| --- | ----- | -------------------- | ------------- | ---------------- | ------------------------------ | ------------------ |
| 1.  | 1976  | Hong Kong            | Dura          | Butch Walts      | Anand Amritraj Ilie Năstase    | 6–4, 6–2           |
| 2.  | 1977  | Dayton, U.S.         | Moqueta       | Butch Walts      | Jeff Borowiak Andrew Pattison  | 6–4, 7–6           |
| 3.  | 1978  | Roland Garros, Paris | Tierra batida | Gene Mayer       | Manuel Orantes José Higueras   | 6–3, 6–2, 6–2      |
| 4.  | 1978  | Houston, U.S.        | Tierra batida | Gene Mayer       | Jeff Borowiak Chris Lewis      | 6–3, 6–1           |
| 5.  | 1978  | Sídney, Australia    | Hierba        | Sherwood Stewart | Syd Ball Bob Carmichael        | 6–4, 6–4           |
| 6.  | 1980  | Roland Garros, Paris | Tierra batida | Victor Amaya     | Brian Gottfried Raúl Ramírez   | 1–6, 6–4, 6–4, 6–3 |
| 7.  | 1980  | Tokio                | Moqueta       | Victor Amaya     | Marty Riessen Sherwood Stewart | 6–3, 3–6, 7–6      |
| 8.  | 1981  | Tokio                | Moqueta       | Victor Amaya     | Heinz GüntDurat Balázs Taróczy | 6–4, 6–2           |
| 9.  | 1982  | Monterrey            | Moqueta       | Victor Amaya     | Tracy Delatte Mel Purcell      | 6–3, 6–7, 6–3      |
| 10. | 1982  | Cleveland, U.S.      | Dura          | Victor Amaya     | Matt Mitchell Craig Wittus     | 6–4, 7–6           |
| 11. | 1982  | Los Ángeles-         | Moqueta       | Kevin Curren     | Andy Andrews Drew Gitlin       | 4–6, 6–2, 7–5      |

### Finalista en dobles (16)
| N.º | Fecha | Torneo                          | Superficie | Pareja          | Oponentes en la final         | Resultado               |
| --- | ----- | ------------------------------- | ---------- | --------------- | ----------------------------- | ----------------------- |
| 1.  | 1976  | Birmingham, U.S.                | Moqueta    | Dennis Ralston  | Jimmy Connors Erik Van Dillen | 7–6, 6–4                |
| 2.  | 1978  | Dayton, U.S.                    | Moqueta    | Butch Walts     | Brian Gottfried Geoff Masters | 6–3, 6–4                |
| 3.  | 1978  | San José, U.S.                  | Moqueta    | Brad Rowe       | Gene Mayer Sandy Mayer        | 6–3, 6–4                |
| 4.  | 1978  | Hong Kong                       | Dura       | Brad Rowe       | Mark Edmondson John Marks     | 5–7, 7–6, 6–1           |
| 5.  | 1979  | San Jose, U.S.                  | Moqueta    | Brad Rowe       | Peter Fleming John McEnroe    | 6–3, 6–4                |
| 6.  | 1980  | Maui, U.S.                      | Dura       | Victor Amaya    | Peter Fleming John McEnroe    | 7–6, 6–7, 6–2           |
| 7.  | 1981  | Masters Dobles, Londres         | Moqueta    | Victor Amaya    | Peter McNamara Paul McNamee   | 6–3, 2–6, 3–6, 6–3, 6–2 |
| 8.  | 1981  | Sídney, Australia               | Hierba     | John Sadri      | Peter McNamara Paul McNamee   | 6–7, 7–6, 7–6           |
| 9.  | 1981  | Abierto de Australia, Melbourne | Hierba     | John Sadri      | Mark Edmondson Kim Warwick    | 6–3, 6–7, 6–3           |
| 10. | 1982  | Tampa, U.S.                     | Dura       | Brian Gottfried | Tim Gullikson Tom Gullikson   | 6–2, 6–3                |
| 11. | 1982  | Queen's Club, Londres           | Hierba     | Victor Amaya    | John McEnroe Peter Rennert    | 7–6, 7–5                |
| 12. | 1982  | Columbus, U.S.                  | Dura       | Victor Amaya    | Tim Gullikson Bernard Mitton  | 4–6, 6–1, 6–4           |
| 13. | 1982  | US Open, Nueva York             | Dura       | Victor Amaya    | Kevin Curren Steve Denton     | 6–2, 6–7, 5–7, 6–2, 6–4 |
| 14. | 1984  | Taipéi                          | Moqueta    | Drew Gitlin     | Ken Flach Robert Seguso       | 6–1, 6–7, 6–2           |
| 15. | 1985  | Houston, U.S.                   | Moqueta    | Ben Testerman   | Peter Fleming John McEnroe    | 6–3, 6–2                |
| 16. | 1985  | Cleveland, U.S.                 | Dura       | Ben Testerman   | Leo Palin Olli Rahnasto       | 6–3, 6–7, 7–6           |